# المعهد العالي للدراسات التطبيقية في الإنسانيات بتوزر
المعهد العالي للدراسات التطبيقية في الإنسانيات بتوزر هي إحدى المؤسسات العليا التابعة لجامعة قفصة، وقد نشأت في جويلية 2005.